# Wukovics László
Wukovics László (Budapest, 1970. január 22. –) válogatott labdarúgó, csatár.

## Pályafutása

### A válogatottban
1992 és 1995 között három alkalommal szerepelt a válogatottban. Egyszeres olimpiai válogatott (1991), kétszeres ifjúsági válogatott (1988), kétszeres utánpótlás válogatott (1989), egyszeres egyéb válogatott (1989).

## Sikerei, díjai
- Ferencvárosi TC:

- Bajnok (1): 1991–92
  - Ezüstérmes (2): 1988–89, 1990–91, 1994–95
  - Bronzérmes (3): 1989–90, 1992–93, 1995–96
- Magyar kupa
  - Győztes (3): 1991, 1993, 1994
  - Ezüstérmes (2): 1989, 1990
- Magyar szuperkupa
  - Győztes (2): 1993, 1994
  - Ezüstérmes (1): 1992

- Toldi-vándordíj: 1991–92, 1992–93, 1993–94

## Statisztika

### Mérkőzései a válogatottban
| Magyarország | Magyarország         | Magyarország                | Magyarország | Magyarország | Magyarország | Magyarország | Magyarország | Magyarország |
| #            | Dátum                | Helyszín                    | Hazai        | Eredmény     | Vendég       | Kiírás       | Gólok        | Esemény      |
| ------------ | -------------------- | --------------------------- | ------------ | ------------ | ------------ | ------------ | ------------ | ------------ |
| 1.           | 1992. szeptember 23. | Budapest, Üllői úti Stadion | Magyarország | 0 – 0        | Izrael       | barátságos   | -            | 73'          |
| 2.           | 1994. szeptember 7.  | Budapest, Népstadion        | Magyarország | 2 – 2        | Törökország  | Eb-selejtező | -            | 67'          |
| 3.           | 1995. március 8.     | Budapest, Fáy utcai Stadion | Magyarország | 3 – 1        | Lettország   | barátságos   | -            | 75'          |
|              | Összesen             |                             |              | 3            | mérkőzés     |              | 0            | gól          |